# الاستومر دی الکتریک

اساس کارکرد الاستومر دی الکتریک. یک غشای الاستومری توسط ۲ الکترود پوشانده شده‌است. الکترودها به یک مدار متصل شده‌اند و اعمال اختلاف پتانسیل باعث ایجاد فشار الکترواستاتیکی می‌شوند. به علت فشار مکانیکی در جهت صفحه غشا منبسط می‌شوند. زمانی که مدار اتصال کوتاه می‌شود غشای الاستومر به شکل قبلی خود بر می‌گردد.

الاستومر دی الکتریک سیستمی از مواد هوشمند است و می‌تواند کرنش‌های بزرگی را (تا ۳۰۰ درصد) تولید کند. به علت این کرنش‌های بزرگ، این الاستومرها را ماهیچه مصنوعی هم می‌نامند.این مواد به دسته پلیمرهای الکترواکتیو تعلق دارند. این عملگرهای مکانیکی بر اساس عملکرد ساده خود انرژی الکتریکی را به انرژی مکانیکی تبدیل می‌کنند و چگالی انرژی کشسانی بالایی دارند. (تا به حال چگالی انرژی‌هایی به اندازه 1.4 J/g به صورت نظری محاسبه شده‌است). عملکرد این الاستومرها را ویلهلم رونگتن فیزیکدان آلمانی در سال ۱۸۸۰ میلادی با اسپری کردن بارهای الکتریکی بر روی قطعه ای از پلاستیک طبیعی شرح داد.

## اصول کارکرد
الاستومر دی الکتریک یک خازن سازگار است که یک غشا الاستومر بین دو الکترود شکل‌پذیر قرار گرفته‌است (همانند یک ساندویچ). وقتی اختلاف پتانسیل{\displaystyle U} اعمال می‌شود، فشار الکترواستاتیکی بین دو الکترود بر اثر نیروی الکترواستاتیکی بین الکترودها به وجود می‌آید. سپس الکترودها غشای الاستومر را می‌فشارند. فشار الکترومکانیکی {\displaystyle p_{eq}} معادل دو برابر فشار الکترواستاتیکی {\displaystyle p_{el}} است و از رابطه زیر حاصل می‌شود:
که در آن {\displaystyle \varepsilon _{0}} ثابت گذردهی خلأ، {\displaystyle \varepsilon _{r}} ثابت دی الکتریک غشای الاستومر و {\displaystyle z} ضخامت غشا هستند. معمولاً کرنش‌های این دی الکتریک‌ها از مرتبه ۳۵٪-۱۰٪ هستند، و بیشینه کرنش‌ها تا ۳۰۰٪ هم می‌رسند (برای مثال الاستومرهای آکریلیک VHB 4910 تولید 3M، که چگالی انرژی کشسان بالایی دارند و همچنین آستانه شکست الکتریکی بالایی دارند).

### یونی
جایگذاری آبژل به جای الکترودها اجازه جایگزینی انتقال یون به جای انتقال الکترون را می‌دهد. آبژل‌های یونی می‌توانند پتاسیل‌هایی در مرتبه کیلوولت را، علی‌رغم شروع الکترولیز با ولتاژ ۱٫۵ ولت، تحویل دهند.
تفاوت بین ظرفیت دو لایه و دی الکتریک سبب ایجاد یک پتانسیل بسیار بزرگ‌تر از پتانسیل لایه‌ها در سراسر دی الکتریک می‌شود. به این ترتیب، بدون تخریب آبژل، دست یافتن به پتانسیل‌های در مرتبه کیلوولت محقق می‌شود.
تغییر شکل‌ها به خوبی کنترل شده و برگشت‌پذیر هستند و قابلیت کارکرد با فرکانس‌های بالا را دارند. عملگرهای ساخته شده با این روش شفاف هستند. به کار اندازی این عملگرها با فرکانس‌های بالا امکان‌پذیر است. سرعت سوییچ فقط محدود به اینرسی مکانیکی هستند. سختی هیدروژل‌ها می‌تواند هزاران برابر کمتر از دی الکتریک‌ها باشد، و اجازه عملکرد بدون محدودیت مکانیکی را با سرعت میلی ثانیه فراهم می‌کند. این عملگرها می‌توانند سازگار با محیط زیست باشد.
موارد باقیمانده شامل: خشک شدن هیدروژل‌ها، تجمع یونی، پسماند و اتصال کوتاه می‌شود.

## جنس
غشاهای پودر کربن یا روغن پر شده از کربن سیاه اولین گزینه‌ها برای الکترودهای الاستومرهای دی الکتریک بودند. این مواد قابلیت اطمینان ضعیفی دارند و با روش‌های موجود قابل تولید نیستند. ویژگی‌های بهبود یافته را با فلز مایع، ورقه‌های گرافن، پوشش‌های نانولوله‌های کربنی، لایه‌های سطح کاشته شده از نانوخوشه‌های فلزی و غشاهای فلزی طرح دار یا راه راه حاصل می‌شوند.
این گزینه‌ها، خواص مکانیکی محدود، مقاومت صفحه ای، زمان سوئیچ و یکپارچه سازی آسان را ارائه می‌کند. سیلیکون‌ها و الاستومرهای آکریلیک جایگزین‌های دیگری برای این کاربرد هستند.
الزامات مورد نیاز برای مواد الاستومر عبارتند از:
- ماده باید سفتی پایینی داشته باشد (خصوصاً هنگامی که کرنش‌های بالایی نیاز باشد);
- ثابت دی الکتریک بالایی داشته باشد؛
- آستانه شکست الکتریکی باید بالا باشد.

در صورتی که غشای الاستومر از پیش تحت کشش قرار گیرد، به افزایش مقاومت در برابر شکست الکتریکی کمک می‌کند. علاوه بر این به دلایل زیر این کار پیشنهاد می‌شود:
- ضخامت غشا کاهش می‌یابد و احتیاج به اعمال اختلاف پتانسیل کمتری برای رسیدن به همان فشار الکترواستاتیکی دارد.
- از تنش‌های فشاری در جهت صفحات غشا جلوگیری می‌کند

این الاستومرها رفتار ویسکو هایپر الاستیک از خود نشان می‌دهند. نمونه‌هایی با کرنش و ویسکوالاستیسیته بالا برای چنین عملگرهایی مناسب هستند.
موادی که در پژوهش این الاستومرها استفاده می‌شوند عبارتند از: پودر گرافیت، روغن سیلیکون، ترکیبات گرافیت و الکترودهای طلا. الکترودها باید رسانا و شکل‌پذیر باشند. سازگاری آنها زا این جهت مهم است که نباید هنگام کشش، از نظر مکانیکی محدود باشند.
غشاهای هیدروژل پلی آکریل آمید که توسط آب نمک شکل گرفته‌اند، می‌توانند به شکل ورقه ورقه روی سطح دی الکتریک قرار بگیرند و نقش الکترود را بازی کنند.
الاستومرهای دی الکتریک که بر اساس سیلیکون‌ها و لاستیک‌های طبیعی هستند، زمینه‌های تحقیقاتی امیدوار کننده ای هستند. ویژگی‌هایی از قبیل زمان پاسخ سریع و کارایی بالاتر سبب استفاده الاستومرهای الکتریک بر اساس لاستیک طبیعی به جای الاستومرهایی بر اساس کرنش‌های زیر ۱۵٪ شده‌است.

## ناپایداری در الاستومرهای دی الکتریک
این الاستومرهای عملگر به نحوه ای طراحی می‌شوند که در طول فعالیت، پدیده فروریزش الکتریکی رخ ندهد. علاوه بر فروریزش الکتریکی، مستعد یک نوع شکست دیگر هستند، که ناپایداری الکترومکانیکی نامیده می‌شود. این پدیده به علت برهم کنش غیر خطی بین نیروهای الکترواستاتیک و بازیابی مکانیکی بوجود می‌آید. در خیلی از موارد، بی‌ثباتی الکترومکانیکی، بر فروریزش الکتریکی مقدم است. پارامترهای بی‌ثباتی (ولتاژ بحرانی و بیشینه کشش متناظر) به عوامل مختلفی بستگی دارند، از قبیل ارتجاع اولیه، دما و گذردهی الکتریکی وابسته به تغییر شکل. علاوه بر این، این پارامترها به موج ولتاژ مورد استفاده نیز بستگی دارد.

## شکل‌ها
انواع اشکال این عملگرها عبارتند از:
- عملگر قاب شده/درون صفحه ای: عملگر قاب شده یا درون صفحه ای یک غشای الاستومری است که با الکترودها پوشیده شده‌است. معمولاً یک قاب یا یک تکیه گاه هم در اطراف این غشا نصب می‌شود. به عنوان مثال، حلقه‌ها و سفحه‌های در حال گسترش (تک فاز و چند فاز) هستند.
- عملگر استوانه ای: غشاهای پوشیده شده الاستومر که به دور یک محور پیچیده شده‌اند. با فعال سازی این عملگرها، نیرو و کشیدگی در جهت محوری بوجود می‌آید. این غشاها می‌توانند به دور یک فنر یا حتی بدون مغز پیچیده شوند. کاربردهای عملگر استوانه ای در ساخت اندام مصنوعی، میکروروبات‌ها و دریچه هاست.
- عملگر صدفی شکل: غشاهای الاستومر مسطح در مکان‌های خاصی به شکل بخش‌های الکترود پوشیده می‌شوند. با یک فعالسازی مناسب، فویل‌ها اشکال پیچیده سه بعدی به خود می‌گیرند. مثال‌هایی از این عملگر را می‌توان در حرکت دادن وسایل نقلیه در آب و هوا استفاده کرد.
- عملگر بالونی: الاستومر صفحه ای به یک محفظه هوا متصل می‌شود و با حجم ثابتی از هوا باد می‌شود، سپس می‌توان سختی الاستومر را با اعمال پتانسیل الکتریکی تغییر داد. در نتیجه می‌توان تغییر شکل الاستومر را با ولتاژ کنترل کرد.[۱۰]شکلی دیگر از الاستومر دی الکتریک: عملگر مخروطی[۱۱]مشاهده می‌شود که با اعمال ولتاژ، الاستومر در جهت محور مخروط کرنش می‌کند.

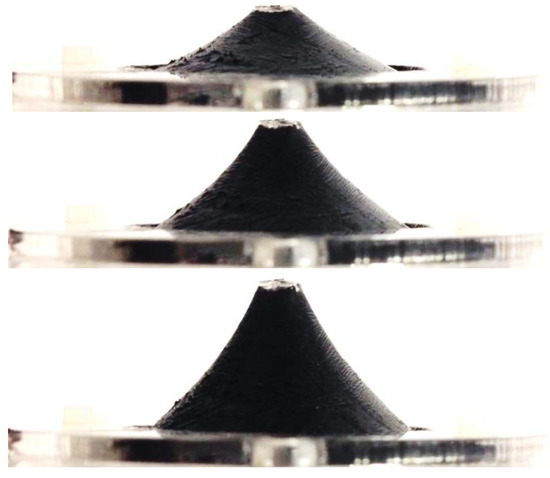
شکلی دیگر از الاستومر دی الکتریک: عملگر مخروطیمشاهده می‌شود که با اعمال ولتاژ، الاستومر در جهت محور مخروط کرنش می‌کند.

## کاربردها
الاستومرهای دی الکتریک کاربردهای بالقوه متعددی را با قابلیت جایگزینی بسیاری از محرک‌های الکترومغناطیسی، پنوماتیک و محرک‌های پیزو ارائه می‌دهند. این الاستومرها علاوه بر اینکه عملگر هستند، امکانات منحصر به فردی در رابطه با دستگاه‌های ژنراتور و حسگر‌ها ارائه می‌کنند. لیستی از این کاربردها عبارتند از:
- پمپ‌ها
- دریچه‌ها
- هپتیک فیدبک
- روباتیک
- اندام مصنوعی
- تولید انرژی
- کنترل فعال لرزش سازه‌ها
- اسپیکرها
- سطوح شکل‌پذیر برای هوافضا و نورشناسی
- نویزکنسلینگ پنجره‌ها
- سنجش نیرو و فشار